# Solaris Moskwa
Solaris Moskwa (ros. «Соля́рис» Москва) – rosyjski klub piłkarski z Moskwy.

## Historia
Klub został założony w 2014 roku przez byłych działaczy FK Moskwa. W sezonie 2014/15 debiutował w rozgrywkach PFL (Drugiej Dywizji), w grupie zachodniej. Funkcjonował zaledwie cztery lata, po sezonie 2016/17 drużynę rozwiązano z powodu braku finansowania.